# Ulex borgiae
Úlex bórgiae — вид цветковых растений рода Улекс (Ulex) семейства Бобовые (Fabaceae).

## Ботаническое описание
Низкий стелющийся кустарник. Листья превращены в колючки, вторичные колючки короче первичных. Филлоиды от ланцетно-линейной до линейно-шиловидной формы, жёсткие, чуть опушённые или гладкие.
Прицветники такой же ширины, как цветоножки, или чуть шире, треугольно-яйцевидные, опушённые. Чашечка 10—14,5 мм, гладкая или опушённая, остаётся на плоде в виде плёнки. Венчик мотыльковый, такой же длины, как чашечка или чуть длиннее.
Цветение с октября по март.
Плод — боб.
Хромосомный набор 2n = 64 или 96.

## Распространение и местообитание
Эндемик Испании, произрастает на юге страны на песчанике или наплывных прибрежных влажных почвах на высоте 0—600 м над уровнем моря.